# Mona aranya negra
La mona aranya negra (Ateles paniscus) és un primat de la família dels atèlids. A més de ser l'espècie més coneguda de mona aranya, també és el mamífer de bosc més ràpid i acrobàtic. Aquesta agilitat l'ajuda a escapar-se dels predadors. Quan ha de fugir d'una amenaça, els mascles es posen a l'avantguarda per protegir la resta del grup. En mig de la confusió, quan les cries no troben la seva mare, es poden agafar a qualsevol altre adult que els ajudarà. Després del perill, el grup torna a la seva rutina com si no hagués passat res.